# Herb Nowego Warpna
Herb Nowego Warpna – jeden z symboli miasta Nowe Warpno i gminy Nowe Warpno w postaci herbu.

## Wygląd i symbolika
Herb przedstawia na białej tarczy czerwonego gryfa książęcego trzymającego srebrną rybę. Tarczę herbową zwieńcza corona muralis z trzema wieżami, spośród których środkowa jest większa. Przy prawej i lewej stronie tarczy herbowej umieszczone jest po pięć liści dębu oraz po dwa żołędzie.
Czerwony gryf to częsty element miast Pomorza Zachodniego nawiązujący do rodu Gryfitów. Ryba podkreśla znaczenie rybołówstwa tego regionu oraz samo położenie miasta.

## Historia
Wizerunek herbowy pochodzi z XVI wieku.